# Oophaga vicentei
Oophaga vicentei är en groddjursart som först beskrevs av Jungfer, Weygoldt och Norbert Juraske 1996.  Oophaga vicentei ingår i släktet Oophaga och familjen pilgiftsgrodor. IUCN kategoriserar arten globalt som otillräckligt studerad. Inga underarter finns listade i Catalogue of Life.